# キレイだ
『キレイだ』は、w-inds.の12枚目のシングル。2004年6月2日発売。発売元はFLIGHT MASTER。

## 解説
- ベストアルバム『w-inds.〜bestracks〜』の先行シングルにあたる。
- 作詞・作曲はスキマスイッチ。元々スキマスイッチがライブで披露していた楽曲を、アレンジを変えて歌った作品である。
- シングル曲としては、初の日本語タイトル。初回盤・通常盤ともにドキュメンタリーを収録したDVDと同梱の仕様。初回盤にはトレーディングカード封入。なお、w-inds.のCDにDVDが付属するのはこれが初。
- 後にスキマスイッチのアルバム『空創クリップ』でセルフカバーされた。

## 収録曲
1. キレイだ　（作詞・作曲：スキマスイッチ、編曲：日高智）
ブルボン「フルーツガム」CMソング
2. ふたりがふたりで　（作詞：蒼井琉々、作曲：Andy Love/Jos Jorgensen、編曲：Koma2 Kaz）
3. キレイだ (Instrumental)
4. ふたりがふたりで (Instrumental)